# Billy le Kid (film, 1964)
Pour les articles homonymes, voir Billy the Kid (homonymie).
Pour plus de détails, voir Fiche technique et Distribution.
Billy le Kid (Fuera de la ley) est un western spaghetti espagnol réalisé par León Klimovsky et sorti en 1964.

## Synopsis
Billy Carter vit avec ses parents dans la ferme familiale. Lorsqu'une dispute pour des terres entre son père et le riche voisin Jon Pryce conduit ce dernier à envoyer des voyous pour souligner ses exigences, Billy est envoyé en ville pour demander de l'aide au shérif. Mais celui-ci hésite ; à son retour, Billy trouve son père assassiné, sa mère blessée et la maison incendiée. Contre l'avis du shérif, qui pense qu'il s'agit d'un accident, Billy part à la recherche des responsables. Il les trouve en la personne de Black Jack, engagé par Price, et de sa bande. Carter parvient à éliminer les membres les uns après les autres, jusqu'à ce qu'il puisse affronter le méchant en chef dans un duel victorieux.

## Fiche technique
- Titre français : Billy le Kid[1]
- Titre original espagnol : Fuera de la ley[2],[3],[4],[5]
- Réalisation : León Klimovsky
- Scénario : Angel del Castillo, S. G. Monner, Bob Sirens
- Photographie : Manuel Hernández Sanjuán
- Montage : Antonio Gimeno (de)
- Musique : Daniel White
- Société de production : Carthago Cooperativa Cinematográfica
- Pays de production :  Espagne
- Langue originale : espagnol
- Format : Couleurs - 2,35:1 - Son mono - 35 mm
- Genre : Western spaghetti
- Durée : 91 minutes
- Date de sortie : 
  - Espagne : 9 juillet 1964
  - France : 14 avril 1965

## Distribution
- George Martin : Billy Carter
- Jack Taylor : Black Jack
- Juny Brunell : Helen
- Tomás Blanco : Tom Carter
- Luis Induni : Jon Pryce
- Esther Grant : la fille de Carter
- Al Sambrell : le shérif
- Alberto Dalbes